# Ocalenie (tom poetycki)
Ocalenie – tom poetycki Czesława Miłosza wydany w 1945 w Warszawie przez Spółdzielnię Wydawniczą „Czytelnik”.
Obszerny, podzielony na siedem części wybór wierszy powstałych w latach 1932–1945. Tom do druku przygotował autor, korektę przeprowadził przyjaciel poety Jerzy Turowicz. Nie dokonano żadnych ingerencji cenzury. Był to jeden z pierwszych tomów poetyckich wydanych w Polsce po zakończeniu II wojny światowej. Po decyzji Miłosza o pozostaniu na emigracji (1951) tom Ocalenie wycofano z bibliotek publicznych. Do 1980 nie opublikowano w kraju oficjalnie żadnych utworów Miłosza, z wyjątkiem Traktatu moralnego ogłoszonego w 1948 na łamach miesięcznika „Twórczość”.

## Tytuł
Zbiór otwiera programowy wiersz Przedmowa (1945), z którego pochodzi znana fraza: Czym jest poezja, która nie ocala narodów i ludzi?, i który wyjaśnia też tytuł zbioru, odnosząc go do „wybawczego celu” prawdziwej poezji, która nie jest „wspólnictwem urzędowych kłamstw” ani „czytanką z panieńskiego pokoju”, lecz przynosi poznanie, oczyszczenie i ocalenie. Poetyckie ocalanie u Miłosza polega przede wszystkim na pokonywaniu nihilizującego działania czasu, przeciwdziałaniu zasadom przemijania za pomocą poetyckiej inwentaryzacji rzeczywistości aż do najmniejszych jej szczegółów.

## Zawartość zbioru
- juwenilia poetyckie (trzy wiersze młodzieńcze, z których dwa pochodzą z debiutanckiego tomu Poemat o czasie zastygłym: Opowieść i Ląd),
- tom Trzy zimy przedrukowany w całości, z wyjątkiem przekładów wierszy Kazimierza Boruty oraz Patryka de La Tour du Pin,
- wiersze z lat 1935-1938, powstałe w Paryżu, Warszawie, i Wilnie,
- wiersze z pierwszych lat okupacji (1940-1942), utrzymane w  przedwojennym stylu katastroficznej liryki poety, nacechowane wizjonerstwem i baśniowością, m.in.: Baśń wigilijna, Kraina poezji, Książka z ruin, Podróż, Rzeka,
- kilka utworów z tomu Wiersze, który wydał Miłosz w 1943 r.  pod pseudonimem Jan Syruć,
- większość Wierszy pół-perskich, napisanych w 1944 r. w Goszycach, dedykowanych Jerzemu Turowiczowi,
- wiersze Biedny chrześcijanin patrzy na getto oraz  Campo di Fiori[1],  publikowany wcześniej w podziemnej antologii Z otchłani (Warszawa 1944), które w latach 80. XX w. stały się pretekstem do dyskusji o skomplikowanych relacjach polsko-żydowskich, zapoczątkowanej artykułem Jana Błońskiego na łamach Tygodnika Powszechnego[2],
- dwa ważne w dorobku poetyckim Czesława Miłosza, kontrastujące ze sobą treściowo, formalnie i ideowo cykle: Świat (poema naiwne) oraz Głosy biednych ludzi.

## Świat (poema naiwne)
Poemat napisany w kwietniu 1943 r. sporządzony został własnoręcznie przez Miłosza w jednym egzemplarzu, z podpisem na okładce: „napisał B.B. Kózka”. Tomik sprzedany został przez autora Zbigniewowi Mitznerowi, skupującemu rękopisy literackie w ramach konspiracyjnej akcji wydawniczej „Wisła”. Obecnie rękopis znajduje się w Muzeum Literatury im. Adama Mickiewicza w Warszawie. W roku 1999 krakowskie Wydawnictwo Literackie opublikowało faksymile rękopisu z dołączonym referatem profesor Harvard University w USA Helen Vendler pt. Świat już doskonały.
Cykliczny poemat składa się z 20 krótkich rymowanych wierszy napisanych regularnym jedenastozgłoskowcem. Jest wyrazem ucieczki  od koszmaru rzeczywistości okupacyjnej  do idealnej krainy dzieciństwa, w której panuje ład moralny i patriarchalny porządek. W Rodzinnej Europie poeta pisze: Moje „poema naiwne”, o nieco łudzącej prostocie, jest traktatem metafizycznym. W innym komentarzu zauważa: Mój poemat „Świat” (…) jest próbą opisania świata takim, jakim powinien być, widziany oczami dzieci, w przeciwieństwie do świata horroru, który przeszedłem.

## Głosy biednych ludzi
Cykl złożony z 9 utworów  powstał w 1943 r. Zachował się autorski maszynopis, który obecnie znajduje się w zbiorach Tomasza i Anny Marszewskich w Warszawie. W krótkim wstępie autor pisze:

Służyłem dwóm trwogom: trwodze społecznej i trwodze metafizycznej, wyrażając jedną w języku drugiej. Być może są one tylko trwogą powstającą wtedy, gdy ludziom zabronione jest szczęście.

W Ocaleniu pominął Miłosz wstęp i dwa wiersze z tego cyklu: Do Skylesa i Na literata warszawskiego, (nie były one po wojnie przedrukowywane za życia autora) oraz zmienił tytuły trzech innych: Biedny chrześcijanin patrzy na getto, Na pewną książkę, Przedmieście.

Cykl silnie kontrastuje z rzeczywistością dziecięcego bohatera Świata – uporządkowaną, bezpieczną i nasyconą znaczeniami. 

„Świat (poema naiwne)” przegląda się w nich („Głosach biednych ludzi”) niby w krzywym zwierciadle. Zamiast hierarchii i ładu  – dysharmonia i chaos, w miejsce przestrzeni uporządkowanej – przestrzeń rozbita, pokawałkowana… Słowem – cały porządek opisany i przedstawiony w Świecie zostaje w Głosach odwrócony w swoje przeciwieństwo lub zburzony.

  W Głosach biednych ludzi do głosu dochodzi rzeczywistość naznaczona okrucieństwem wojny, śmiercią i katastrofą. Jest to poezja publicystyczna, w kształcie monologów poszczególnych postaci, ukazujących przyziemność ludzkiej egzystencji w brutalnej rzeczywistości okupacji. Poszczególne „głosy” ilustrują kryzys tradycyjnych europejskich wartości, demaskują kruche podstawy, na których opierał się gmach europejskiej cywilizacji.
Wiersz Przedmieście stanowi nietypowy dla poety reportażowy obrazek peryferii wojennego miasta, gdzie grupka warszawskich cwaniaków gra w karty, popija bimber i zaczepia dziewczyny w pantoflach z korka. Cykl zamyka sześć wierszy pt. Pieśni Adriana Zielińskiego (postać wymyślona przez Miłosza), opatrzonych datą: Warszawa 1943–1944.

## Miłosz a Blake
Miłosz przetłumaczył siedem wierszy Williama Blake’a, poświęcił mu kilka esejów, z niego też zaczerpnął tytuł zbioru esejów Ziemia Ulro. O swoich fascynacjach angielskim poetą, malarzem i mistykiem mówił m.in. w cyklu rozmów z Renatą Gorczyńską.
Oba cykle utworów z 1943 r., Świat i Głosy biednych ludzi, zarówno w formie, jak i treści, bardzo przypominają zbiory wierszy Blake’a: Pieśni  niewinności (Songs of Innocence, 1789) oraz przeciwstawne im Pieśni doświadczenia  (Songs of Experience, 1794).  Świat widziany oczyma dziecka, ład i harmonia, atmosfera radości i swobody, nieskażona złem świadomość skontrastowane zostały przez Blake’a ze światem ponurym, okrutnym i skłóconym, człowiekiem targanym sprzecznościami i dręczonym samotnością oraz  lękiem przed nieuchronną zagładą i śmiercią. Świat Miłosza i Pieśni niewinności Blake’a stanowią swego rodzaju hymn pochwalny na cześć istnienia, są afirmacją dziecięcego spojrzenia, cechuje je prostota kompozycji i języka oraz  idealizacja świata przedstawionego.

## Wydania polskie
- Warszawa: Czytelnik, 1945
- Kielce: NZS WSP, 1981 (drugi obieg)
- Warszawa: Niezależny Instytut Wydawniczy NIW, 1981 (drugi obieg)
- Poezje, t. 1, Paryż: Instytut Literacki, 1981
- Poezje, Warszawa Czytelnik, 1981
- Wiersze, t. 1, Kraków: Wydawnictwo Literackie, 1984, 1985, 1987
- Wiersze, t. 1, Znak, 1993, 2001
- Wiersze wszystkie, Kraków: Znak, 2011, 2015

## Recenzje i omówienia
Ocalenie
- Dąbała Jacek, W kręgu inspiracji tomistycznej, „Akcent” 1984, nr 3, s. 101-107.
- Horodyński Dominik, Gdzie ocalenie? (Do Czesława Miłosza list otwarty), „Dziś i Jutro” 1946, nr 8, s. 1-2.
- Kamieńska Anna, Wiersze wojenne Miłosza, „Kamena” 1946, nr 1-3, s. 20-23.
- Kragen Wanda, Poezja Czesława Miłosza, „Robotnik” 1946, nr 193, s. 5.
- Matuszewski Ryszard, Poezje Czesława Miłosza, „Rzeczpospolita” 1946, nr 158, s. 5.
- Matuszewski Ryszard, Zagadnienia literackie (Poezja IV), „Wiedza i Życie” 1946, nr 4-5, s. 398-400.
- Nagrabiecki Jan, „Wiara góry przenosi”, „Zdrój” 1946, nr 9, s. 8.
- Bogdan Ostromęcki, Na drogach do ocalenia, „Odnowa” 1946, nr 4, s. 12-13.
- Rymkiewicz Aleksander, Uwagi o Miłoszu, „Tygodnik Warszawski” 1946, nr 14, s. 7-8.
- Wielowieyska Helena, Trzy światy, „Dziennik Polski 1946, nr 55, s. 6-7.
- Wyka Kazimierz, Ogrody lunatyczne i ogrody pasterskie, „Twórczość” 1946, nr 10, s. 112-121.
- Zagórski Jerzy, Poezja wielkiego niepokoju, „Tygodnik Powszechny” 1946, nr 16, s. 12-13.
- Zawodziński Karol Wiktor, Rzut oka na literaturę polską 1945 roku, „Życie Literackie” 1946, nr 13, s. 6-8.[11]

Świat (poema naiwne)
- Bezubik Krystyna, Nienaiwnie o „poematach naiwnych”, „Polonistyka” 2011, nr 5, s. 54-56.
- Błoński Jan, Wzruszenie, dialog i mądrość, „Tygodnik Powszechny” 1980, nr 41, s. 4.
- F--tek Anna, W oknie makowego domku. („Świat, poema naiwne”), „Zeszyty Literackie” 2001, nr 3, s. 112-113.
- Głowiński Michał, „Przedmieście” Czesława Miłosza. Próba interpretacji, „Pamiętnik Literacki” 1987, z. 1, s. 203-215.
- Kłosiński Michał, Inny „Świat” Miłosza. Ojciec – Matka – Krypta, „Pamiętnik Literacki” 2011, z. 2, s. 5-34.
- Kłosiński Michał, Miejsce traumy w „Świecie’ Miłosza, „Postscriptum Polonistyczne” 2011, nr 1, s. 139-154.
- Korzeńska Zofia, Miłoszowe wejście w czasoprzestrzeń dzieciństwa. Próba interpretacji filozoficzno-metafizycznej poezji Czesława Miłosza na przykładzie poematu „Świat”, „Język Polski w Szkole dla kl. IV-VIII” 1991/1992, z. 4, s. 4-17.
- Krowiranda Krzysztofa, „Wiara”, „Nadzieja”, „Miłość” Czesława Miłosza, „Poezja Dzisiaj” 2000 nr 11-12, s. 142-145.
- Mrugalski Michał. „Kto chce malować świat w barwnej postaci?”. Malarstwo w „Świecie” Czesława Miłosza, „Przegląd Humanistyczny” 2005, nr 1, s. 27-45.
- Łukasiewicz Jacek, Przestrzeń „świata naiwnego”. O poemacie Czesława Miłosza „Świat”, „Pamiętnik Literacki” 1981, z. 4, s. 87-106.
- Nowak Zdzisław, Kto jest artystą w wierszu Czesława Miłosza „Słońce”?, „Warsztaty Polonistyczne” 2001, nr 1, s. 20-25.
- Okopień-Sławińska Aleksandra, „Przedmieście” jako inna „Piosenka o końcu świata”. Przyczynek do opisu sztuki poetyckiej Czesława Miłosza, „Pamiętnik Literacki” 1987, z. 1, s. 203-215.
- Stala Marian, Poza ziemią Ulro, „Teksty Drugie” 1981, nr 4-5, s. 134-154.
- Van Heuckelom Kris, Świat według Miłosza. Motywy kluczowe w „poemacie naiwnym”, „Kresy” 2000, nr 2-3, s. 110-127.
- Zawada Andrzej, Innej bajki ciąg dalszy, „Nowe Książki” 1999, nr 10, s. 59.